# Jo Planckaert
Jo Planckaert (Deinze, 16 de desembre de 1970) és un ciclista belga que fou professional entre 1992 i 2004. És fill del també ciclista Willy Planckaert.
En el seu palmarès hi ha una quarantena de victòries, destacant clàssiques belgues com la Nokere Koerse o la Kuurne-Brussel·les-Kuurne.

## Palmarès
- 1989
  - 1r al Tour de Flandes júnior
- 1991
  - Vencedor d'una etapa a la Volta a Limburg amateur
- 1993
  - 1r a la Ronde van Midden-Zeeland
  - Vencedor d'una etapa de la Volta a Andalusia
  - Vencedor d'una etapa de la Volta a Múrcia
- 1995
  - 1r al Gran Premi de Denain
  - 1r a la Nokere Koerse
  - Vencedor d'una etapa de la Volta a Suècia
  - Vencedor d'una etapa de la Volta a la Xina
- 1997
  - Vencedor d'una etapa de la Volta a Galícia
- 1998
  - 1r a l'Étoile de Bessèges i vencedor d'una etapa
  - 1r a la Kuurne-Brussel·les-Kuurne
  - 1r al Gran Premi Jef Scherens
  - 1r al Circuit Mandel-Lys-Escaut
- 1999
  - Vencedor d'una etapa a l'Étoile de Bessèges
- 2000
  - 1r a l'Étoile de Bessèges
  - 1r a la Tro Bro Leon
  - 1r al Gran Premi de la vila de Zottegem
  - Vencedor d'una etapa de la Volta a Andalusia
  - Vencedor d'una etapa al Tour de la Regió valona
  - Vencedor d'una etapa al Tour del Llemosí
- 2003
  - Vencedor d'una etapa a l'Étoile de Bessèges

### Resultats al Tour de França
- 1997. Abandona (14a etapa)